# Mistrzostwa Afryki w Zapasach 2010
Mistrzostwa Afryki w zapasach w 2010 roku rozegrano w dniu 28 czerwca w Kairze w Egipcie.

## Tabela medalowa
Gospodarz zawodów został zaznaczony kolorem.
| Miejsce | Kraj          | Złoto | Srebro | Brąz | Razem |
| 1       | Egipt         | 8     | 6      | 3    | 17    |
| 2       | Tunezja       | 5     | 4      | 6    | 15    |
| 3       | Nigeria       | 4     | 7      | 6    | 17    |
| 4       | Senegal       | 1     | 2      | 0    | 3     |
| 5       | Kamerun       | 1     | 1      | 2    | 4     |
| 6       | Gwinea Bissau | 1     | 1      | 0    | 2     |
| 8       | Algieria      | 1     | 0      | 5    | 6     |
| 9       | Maroko        | 0     | 0      | 3    | 3     |
| 10      | Madagaskar    | 0     | 0      | 1    | 1     |
| 10      | Angola        | 0     | 0      | 1    | 1     |
| 10      | DR Kongo      | 0     | 0      | 1    | 1     |
|         | razem:        | 21    | 21     | 28   | 70    |

## Wyniki mężczyźni

### styl wolny
| Waga   | Złoto:           | Srebro:         | Brąz:                         | Brąz:           |
| 55 kg  | Ibrahim Faradż   | Adama Diatta    | Soares Antonio Albano Camague | Ammar Chergui   |
| 60 kg  | Amas Daniel      | Hasan Madani    | Bilel Douissa                 | ----            |
| 66 kg  | Abduh Umar       | Isaac Boaz      | Mohamed Ali Belayech          | Rabah Siramdane |
| 74 kg  | Augusto Midana   | Riad Jelassi    | Enetimi Joel                  | ----            |
| 84 kg  | Adnan ar-Rahimi  | Andrew Dick     | Ahmad al-Absawi               | ----            |
| 96 kg  | Sinivie Boltic   | Aristide Diatta | David Muntu                   | Salih Imara     |
| 120 kg | Ad-Dasuki Szaban | Hugues Onanena  | Sunday Opiah                  | ----            |

### styl klasyczny
| Waga   | Złoto:                 | Srebro:                   | Brąz:               | Brąz:           |
| 55 kg  | Hajsam Mahmud          | Sunday Sanni              | Mohamed Bouterfassa | Saber Bouthouri |
| 60 kg  | Sajjid Abd al-Munim    | Jihad Khelifi             | Joseph Remeo        | Billal Benbrih  |
| 66 kg  | Muhammad Sarir         | Aljan Abu al-Ghajt        | Moez Jalel          | ----            |
| 74 kg  | Zijad Ajt Ikram        | Muhammad Siddik           | Aziz Bu Allam       | ----            |
| 84 kg  | Hajkal al-Aszuri       | Mahmud Muhammad as-Sajjid | Masud Zaghdan       | Joe Agbonavbare |
| 96 kg  | Muhammad Abd al-Fattah | Husajn Ajjari             | Szukri Atafi        | ----            |
| 120 kg | Rami Abd al-Ati        | Radwan asz-Szabbi         | Talaram Mamman      | ----            |

## kobiety

### styl wolny
| Waga  | Złoto:             | Srebro:                  | Brąz:                              | Brąz:      |
| 48 kg | Marwa Mizjan       | Sammy Oziti              | Rebecca Muambo                     | ----       |
| 51 kg | Isabelle Sambou    | Muna Samir Mahmud        | Ifeoma Nwoye                       | ----       |
| 55 kg | Marwa al-Amiri     | Lovina Edward            | Hasnaa Haja                        | ----       |
| 59 kg | Blessing Oborududu | Jacira Francisco Mendoca | Edwige Ngono Eyia                  | Hela Riabi |
| 63 kg | Nadija Antar Jasin | Tega Richard             | Maminirina Judicael Rafaliharisolo | ----       |
| 67 kg | Ifeoma Iheanacho   | Inas Mustafa Jusuf       | Sabrine Trabelsi                   | ----       |
| 72 kg | Laure Ali          | Hellen Okus              | Doaa Ahmed Maher                   | ----       |